# Papa Diouf
Papa Alioune Diouf, född 22 juni 1989 i Dakar, är en senegalesisk fotbollsspelare som spelar för IFK Berga.

## Karriär

### Tidiga år
Papa Diouf började sin karriär hemma i Senegal i Touré Kunda innan han flyttade till Dakar Université Club under 2009. 

### Litex Lovech
I februari 2011 bekräftade den bulgariska klubben Litex Lovech att Diouf hade anslutit på lån till slutet av säsongen. Han gjorde sedan sin debut i den bulgariska högstaligan den 27 februari, och som inhoppare efter 52 minuters spikade han 3-0-segern över Minyor Pernik med sitt mål på tilläggstid i andra halvlek.

### Kalmar FF
Under sommaren provspelade Diouf i Sverige och småländska Kalmar FF. Han gjorde det så bra att han senare erbjöds och tackade ja till ett lånekontrakt från säsongen 2012, med en köpoption på ytterligare tre och ett halvt år som också senare utnyttjades redan innan serien startade .
Under debutsäsongen i Sverige var Diouf till en början en startspelare. Allt eftersom säsongen led blev det dock också en del plats på bänken för afrikanen. Facit: 21 matcher i Allsvenskan, varav 11 från start.

### Turkiet och Cypern
Sommaren 2019 lämnade Diouf Kalmar då han värvades av turkiska İstanbulspor. Den 29 januari 2021 värvades Diouf till turkiska Boluspor. Diouf lämnade klubben den 1 juli 2021.
Den 31 augusti 2021 gick Diouf på fri transfer till den cypriotiska klubben Ermis Aradippou, där han skrev på ett kontrakt till sista maj 2022.

### Återkomst i Kalmar FF
Den 21 juni 2022 blev Diouf klar för en återkomst i Kalmar FF, där han skrev på ett korttidskontrakt som gällde säsongen ut. Diouf gjorde ett mål på åtta allsvenska matcher under hösten och lämnade klubben efter säsongen 2022 i samband med att kontraktet gick ut.

### Italien och återkomst i Sverige
I februari 2023 skrev Diouf på för italienska Serie D-klubben Brindisi. I juli 2023 återvände han till Sverige och skrev på för Ettan Södra-klubben Oskarshamns AIK. I januari 2024 skrev Diouf på för division 2-klubben IFK Berga.

### Webbsidor
- Papa Diouf på Svenska Fotbollförbundets webbplats
- Papa Diouf på Soccerway (engelska)
- Papa Diouf på National-Football-Teams.com (engelska)
- Diouf på footballdatabase.eu